# Démographie de la Corée du Sud
Cet article contient des statistiques sur la démographie de la Corée du Sud. Si la population de la Corée du Sud a fortement augmenté au cours du XXe siècle, celle-ci devrait voir sa population baisser au cours du XXIe siècle.
En 2023, le taux de fécondité en Corée du Sud s'élève à 0,72 enfant par femme, le taux le plus bas au monde. L’effondrement de la natalité s’expliquerait par un système économique qui multiplie les exclus, une société de plus en plus solitaire et le manque de confiance en l'avenir. La population de la Corée du Sud est en décroissance démographique depuis 2020.

## Évolution de la population

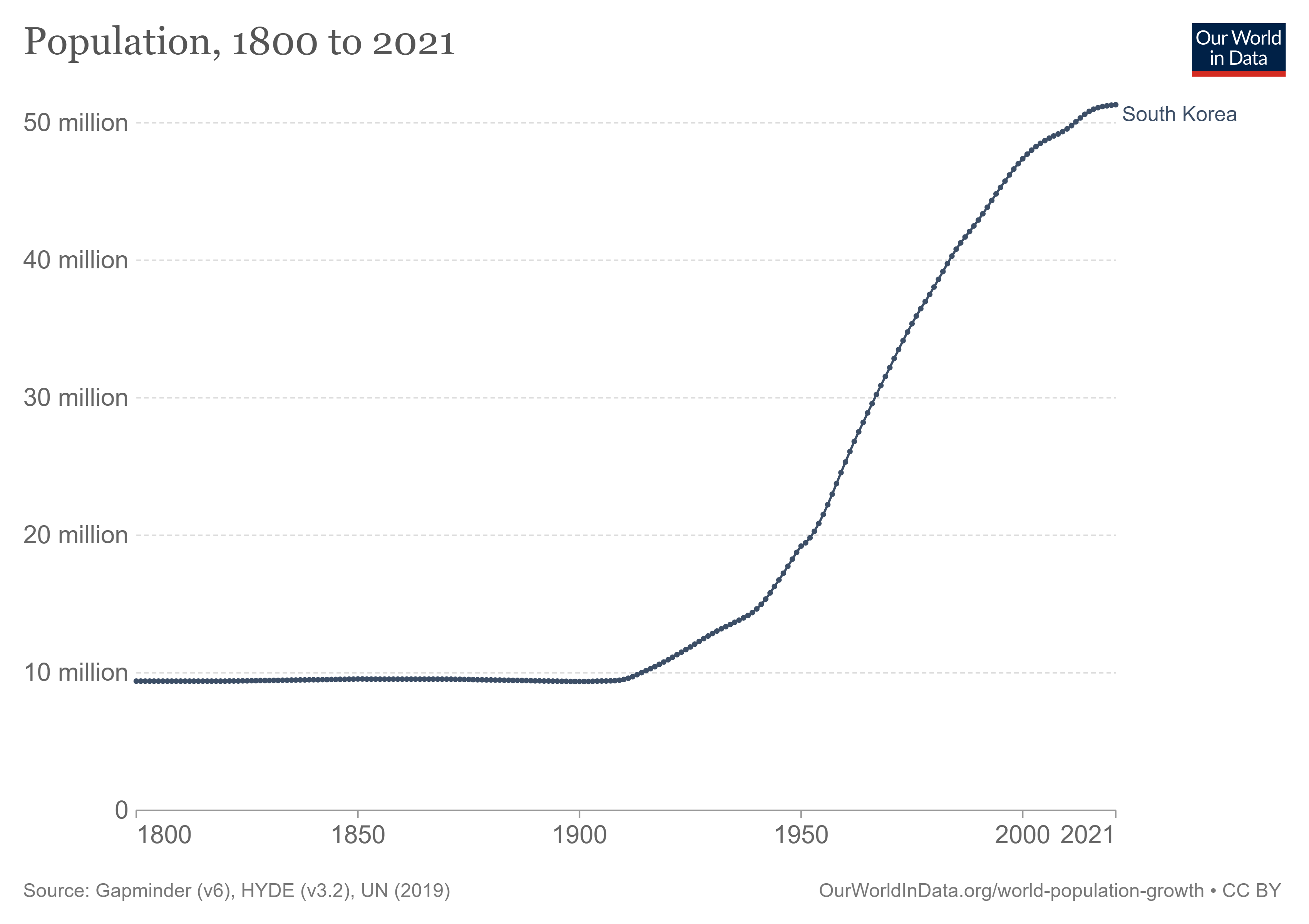
Évolution de la démographie entre 1800 et 2021. Population en milliers d'habitants. Source : Our World in Data.

Lors de la fin de l'occupation japonaise en 1945, la péninsule Coréenne comptait 30 millions d'habitants, 9 millions dans le Nord, 21 millions dans le Sud.
D'après le recensement de 1949, la population de la Corée du Sud était de 20 188 641 personnes. La population est passée en 1955 d'après le recensement à 21,5 millions de personnes. La croissance démographique était ainsi entre 1949 et 1955 de 1,1 %. En 1966, la population est passée à 29,2 millions de personnes, avec une croissance de 2,8 % entre 1955 et 1966. En 1985 d'après le recensement, la Corée du Sud avait une population de 40 466 577 de personnes, avec une croissance de 1,7 % entre 1966 et 1985. Enfin, en 1989, la population était de 42,2 millions de personnes, avec une croissance de moins de 1 % entre 1985 et 1989. À la fin du XXe siècle, la Corée du Sud possède une population de 46 millions de personnes avec un taux de croissance situé entre 0,9 % et 1,2 %. La population devrait se stabiliser en 2020 à un seuil de 51,8 millions d'habitants puis commencer à diminuer. La population est en diminution pour la première fois en 2021.
Plus de 6 000 nourrissons ont été abandonnés ou tués par leurs parents entre 2015 et 2022 sans même que leur naissance ne soit déclarée. Les causes en sont principalement la précarité dans un pays où l’éducation reste onéreuse et la peur de l’opprobre social si l’enfant n’était pas désiré, a été conçu hors mariage ou souffre d’un handicap.

### Structure par âge

Pyramide des âges de la Corée du Sud en 2023.

En 1955, environ 41,2 % de la population avait moins de 15 ans, un pourcentage qui est passé à 43,5 % en 1966, à 38,3 % en 1975, 34,2 % en 1980 et 28,9 % en 1985. Ainsi l'âge moyen de la population est passé de 18,7 ans à 21,8 entre 1960 et 1980. La rapidité du vieillissement de la population en Corée du Sud est sûrement la plus forte au monde. La proportion de personnes de 65 ans et plus est ainsi passée de 3,3 % en 1955 à 10,7 % en 2009.

### Politique démographique
Les premières campagnes de plannings familiaux notables sont l'œuvre d'églises chrétiennes en 1957. Il faut attendre 1962, pour que le gouvernement de Park Chung-hee, s'alarme sur la rapide croissance démographique, qui menacerait la croissance économique, et lance une campagne de plannings familiaux. Mais d'autres facteurs qui ont également réduit l'accroissement démographique tel que l'urbanisation, l'âge des mariages plus tardif, un enseignement supérieur plus massif, la mise sur le marché du travail des femmes, ainsi que de meilleures conditions de santé. Le programme de planning familial comprenait dans les années 1980, l'accès gratuitement de méthodes contraceptives, la mise en avant via l'enseignement des méthodes contraceptives, ainsi que des subventions, allocations et aides pour les parents acceptant de se faire stériliser. Ainsi en 1984, 502 000 personnes ont été stérilisées, alors qu'en 1983, on comptait 426 000 personnes dans ce cas. En 1973, l'avortement est autorisé, en 1983, le gouvernement commence à suspendre les aides médicales pour les soins maternels pour les femmes enceintes de trois enfants ou plus, et supprime les aides financières pour les parents ayant deux enfants ou plus. Le gouvernement a également favorisé la population à n'avoir qu'un seul enfant, via notamment des campagnes de publicités.

### Taux de fécondité
Le taux de fécondité est passé de 6,1 enfants par femme en 1960, à 4,2 en 1970, à 2,8 en 1980 et 2,4 en 1984. En 2023, avec un taux de fécondité de 0,72, la Corée du Sud a le taux de fécondité le plus bas au monde. Il y avait 711 810 naissance en 1978, 917 860 en 1982 ce qui fait l'année record en termes de naissance, avant que le nombre de naissances diminue et passe en 1986 à 806 041, et à 230 000 en 2023.
Alarmés par le très faible taux de natalité, des parlementaires sud-coréens ont conduit en 2016 une enquête auprès des jeunes adultes. Kwon Ji-wong, le représentant des jeunes de Séoul, a expliqué au quotidien  Hankyoreh  : «  Je ne veux pas que mon enfant hérite de la vie que je mène actuellement. Plutôt que de savoir comment encourager les gens à avoir des enfants, nous devons d’abord nous demander comment faire pour que les gens considèrent leur vie comme digne d’être vécue  ».

### Principaux indicateurs démographiques
| Période   | Naissances annuelles | Décès annuels | Solde naturel annuel | Taux de natalité (‰) | Taux de mortalité (‰) | Solde naturel (‰) | Indice de fécondité | Taux de mortalité infantile |
| --------- | -------------------- | ------------- | -------------------- | -------------------- | --------------------- | ----------------- | ------------------- | --------------------------- |
| 1950-1955 | 722 000              | 331 000       | 391 000              | 35,8                 | 16,4                  | 19,4              | 5,05                | 138,0                       |
| 1955-1960 | 1 049 000            | 356 000       | 693 000              | 45,4                 | 15,4                  | 30,0              | 6,33                | 114,4                       |
| 1960-1965 | 1 067 000            | 347 000       | 720 000              | 39,9                 | 13,0                  | 27,0              | 5,63                | 89,7                        |
| 1965-1970 | 985 000              | 298 000       | 687 000              | 32,9                 | 9,9                   | 23,0              | 4,71                | 64,2                        |
| 1970-1975 | 1 004 000            | 259 000       | 746 000              | 30,4                 | 7,8                   | 22,5              | 4,28                | 38,1                        |
| 1975-1980 | 833 000              | 253 000       | 581 000              | 23,1                 | 7,0                   | 16,1              | 2,92                | 33,2                        |
| 1980-1985 | 795 000              | 248 000       | 547 000              | 20,4                 | 6,4                   | 14,0              | 2,23                | 24,6                        |
| 1985-1990 | 647 000              | 239 000       | 407 000              | 15,5                 | 5,7                   | 9,8               | 1,60                | 14,9                        |
| 1990-1995 | 702 000              | 239 000       | 463 000              | 16,0                 | 5,5                   | 10,6              | 1,70                | 9,7                         |
| 1995-2000 | 615 000              | 247 000       | 368 000              | 13,6                 | 5,5                   | 8,1               | 1,51                | 6,6                         |
| 2000-2005 | 476 000              | 245 000       | 231 000              | 10,2                 | 5,3                   | 5,0               | 1,22                | 5,3                         |
| 2005-2010 | 477 000              | 243 000       | 234 000              | 10,0                 | 5,1                   | 4,9               | 1,29                | 3,8                         |
| 2010-2014 | 455 000              | 275 000       | 180 000              | 9,1                  | 5,2                   | 3,8               | 1,26                |                             |
| 2015-2019 | 366 000              | 287 000       | 79 000               | 7,2                  | 5,6                   | 1,6               | 1,07                |                             |

## Sources
1. ↑  Indicateurs du World-Factbook publié par la CIA.
2. ↑  Le taux de variation de la population 2018 correspond à la somme du solde naturel 2018 et du solde migratoire 2018 divisée par la population au 1er janvier 2018.
3. ↑  Indicateurs du World-Factbook publié par la CIA.
4. ↑  L'indicateur conjoncturel de fécondité (ICF) pour 2023 est la somme des taux de fécondité par âge observés en 2023. Cet indicateur peut être interprété comme le nombre moyen d'enfants qu'aurait une génération fictive de femmes qui connaîtrait, tout au long de leur vie féconde, les taux de fécondité par âge observés en 2023. Il est exprimé en nombre d’enfants par femme. C’est un indicateur synthétique des taux de fécondité par âge de 2023.
5. ↑  Indicateurs du World-Factbook publié par la CIA.
6. ↑   Le taux de natalité 2018 est le rapport du nombre de naissances vivantes en 2018 à la population totale moyenne de 2018.
7. ↑  Indicateurs du World-Factbook publié par la CIA.
8. ↑   Le taux de mortalité 2018 est le rapport du nombre de décès, au cours de 2018, à la population moyenne de 2018.
9. ↑  Indicateurs du World-Factbook publié par la CIA.
10. ↑  Le taux de mortalité infantile est le rapport entre le nombre d'enfants décédés à moins d'un an et l'ensemble des enfants nés vivants.
11. ↑  L'espérance de vie à la naissance en 2018 est égale à la durée de vie moyenne d'une génération fictive qui connaîtrait tout au long de son existence les conditions de mortalité par âge de 2018. C'est un indicateur synthétique des taux de mortalité par âge de 2018.
12. ↑  L'âge médian est l'âge qui divise la population en deux groupes numériquement égaux, la moitié est plus jeune et l'autre moitié est plus âgée.
13. ↑  « La Corée du Sud, ce pays qui fait si peu d’enfants ».
14. ↑  (en) Première décroissance démographique en raison de naissances historiquement faibles
15. ↑  Claude Fouquet, « La population de la Corée du Sud va reculer pour la première fois cette année », sur lesechos.fr, 9 décembre 2021.
16. ↑  « La Corée du Sud hantée par ses « bébés fantômes » », Le Monde.fr,‎ 15 juillet 2023 (lire en ligne)
17. ↑  (en) Thomas Klassen, « South Korean: Aging Tiger », Global Brief, 12 janvier 2010.
18. ↑  (en) Jung Ha-won, « Statistics highlight scale of the aging population », Korea JoongAng Daily, 21 novembre 2009.
19. 1 2  « Chiffre du jour. La Corée du Sud confrontée à une chute vertigineuse de la natalité », 29 février 2024 (consulté le 15 mai 2024)
20. ↑  Corée du sud. sourire, le supplice du candidat face au robot recruteur, Lina Sankari, L'Humanité, 26 mars 2020
21. ↑  World Population Prospects: The 2010 Revision

- Cet article est partiellement ou en totalité issu de l'article intitulé « Corée » (voir la liste des auteurs).